# Музафаргарх
Музафаргарх (урд. مظفر گڑھ) је град у Пакистану у покрајини Панџаб. Према процени из 2006. у граду је живело 172.339 становника.

## Становништво
Према процени, у граду је 2006. живело 172.339 становника.
| 1981.  | 1998.   | 2006.   |
| ------ | ------- | ------- |
| 53.192 | 121.641 | 172.339 |